# Gerrit Jan Bartels
Gerrit Jan Bartels (Apeldoorn, 3 mei 1985) is een Nederlands voormalig voetballer die als aanvaller voor onder andere Go Ahead Eagles speelde.

## Carrière
Gerrit Jan Bartels speelde in de jeugd van Rohda Raalte, AGOVV, Vitesse en Go Ahead Eagles. Bij Go Ahead kreeg hij in 2004 een contract voor drie jaar aangeboden. Hij debuteerde in het betaald voetbal op 13 augustus 2004, in de met 0-1 verloren thuiswedstrijd tegen BV Veendam. Hij kwam in de 69e minuut in het veld voor Martijn Kuiper. Twee weken later maakte hij als invaller tegen AGOVV de 1-1, zijn eerste doelpunt, waarna uiteindelijk met 2-1 werd gewonnen. In september veroverde hij een basisplaats, die hij enkele maanden vasthield, waarna hij weer vooral als invaller in het veld kwam. Hij speelde in zijn eerste seizoen uiteindelijk dertig wedstrijden waarin hij zesmaal scoorde. In de twee seizoenen erna kwam hij minder vaak in actie. Nadat zijn contract afliep, vertrok hij naar CE Europa, wat op het derde niveau van Spanje uitkwam. Via de amateurclubs USV Elinkwijk en FC Lienden kwam hij in 2012 bij de Amerikaanse profclub Dayton Dutch Lions terecht. Hierna speelde hij nog amateurvoetbal voor FC Hilversum, VVA '71 en NSC.

### Statistieken
| Seizoen                     | Club                  | Land             | Competitie       | Competitie | Competitie | Beker | Beker | Totaal | Totaal |
| Seizoen                     | Club                  | Land             | Competitie       | Wed.       | Dlp.       | Wed.  | Dlp.  | Wed.   | Dlp.   |
| --------------------------- | --------------------- | ---------------- | ---------------- | ---------- | ---------- | ----- | ----- | ------ | ------ |
| 2004/05                     | Go Ahead Eagles       | Nederland        | Eerste divisie   | 30         | 6          | ?     | ?     | 30     | 6      |
| 2005/06                     | Go Ahead Eagles       | Nederland        | Eerste divisie   | 14         | 0          | ?     | ?     | 14     | 0      |
| 2006/07                     | Go Ahead Eagles       | Nederland        | Eerste divisie   | 12         | 0          | ?     | ?     | 12     | 0      |
| 2010/11                     | FC Lienden            | Nederland        | Topklasse Zondag | 27         | 14         | 1     | 0     | 28     | 14     |
| 2011/12                     | FC Lienden            | Nederland        | Topklasse Zondag | 8          | 1          | 1     | 0     | 9      | 1      |
| 2012                        | Dayton Dutch Lions FC | Verenigde Staten | USL Championship | 21         | 1          | 3     | 1     | 24     | 2      |
| Carrièretotaal              | Carrièretotaal        | Carrièretotaal   | Carrièretotaal   | 112        | 22         | 5     | 1     | 117    | 23     |
| Bijgewerkt op 18 april 2022 |                       |                  |                  |            |            |       |       |        |        |